# Una storia moderna - L'ape regina
Una storia moderna - L'ape regina è un film del 1963 diretto da Marco Ferreri, la prima opera italiana del regista che, sino ad allora, aveva sempre girato in Spagna.

## Trama
Alfonso è un facoltoso commerciante d'automobili che, ormai arrivato sulla quarantina, decide di prendere moglie. Con i buoni uffici di un suo amico frate, conosce Regina, una bella ragazza illibata e di ferrei principi religiosi che gli sembra essere adatta a lui. Dopo un breve e casto fidanzamento ufficiale, i due si sposano e Regina, che prima del matrimonio s'era dimostrata riservata e austera, non appena sposata rivela appetiti che rendono difficile ad Alfonso la soddisfazione della consorte attraverso i doveri coniugali. Regina esercita continue ed ossessive pressioni per avere un figlio e, quando riuscirà a rimanere incinta, smetterà qualunque attenzione nei confronti del marito, per dedicarsi completamente al futuro ruolo di madre. Alfonso, alla pari di un povero fuco, deperisce sempre più, fino a cadere in uno stato di prostrazione irreversibile. La nascita del figlio coinciderà con la sua morte.

## Censura
Particolarmente avversato dalla censura per i contenuti fortemente anticonvenzionali e anticattolici, il film venne condizionato da pesanti tagli alle scene, modifiche ai dialoghi e con l'aggiunta di Una storia moderna: al titolo originario L'ape regina.
Anche la colonna sonora non sfuggì all'attenzione dei censori. La scena del carretto che trasporta i resti di una salma era in origine commentata da una musica troppo simile al rumore di ossa che ballano, troppo tintinnante e, pertanto, ne fu decisa la cancellazione.

## Distribuzione
Il film venne presentato in concorso al 16º Festival di Cannes, dove Marina Vlady vinse il premio per la miglior interpretazione femminile.

## Riconoscimenti
- 1963 - Festival di Cannes
  - Migliore interpretazione femminile (Marina Vlady)
- 1964 - Nastro d'argento
  - Miglior attore protagonista (Ugo Tognazzi)